# Слубице (гмина, Слубицкий повет)
Слубице (пол. Słubice) — гмина (волость) в Польше, входит как административная единица в Слубицкий повет, Любушское воеводство. Население — 19 772 человека (на 2005 год).

## Соседние гмины
1. Гмина Цыбинка
2. Гмина Гужица
3. Гмина Жепин